# Алеутская письменность
Алеутская письменность — письменность алеутского языка. За время своего существования функционировала на разных графических основах и неоднократно реформировалась. В настоящее время алеутская письменность в США функционирует на латинице. В истории алеутской письменности выделяется 4 этапа:
- с начала XIX по начало XX веков — письменность на основе кириллицы;
- начало 1930-х годов — попытка создания письменности на основе латиницы в СССР;
- с 1970-х годов — письменность на основе латиницы в США;
- с 1980-х годов — попытки создания письменности на основе кириллицы в СССР и России.

## Миссионерские алфавиты

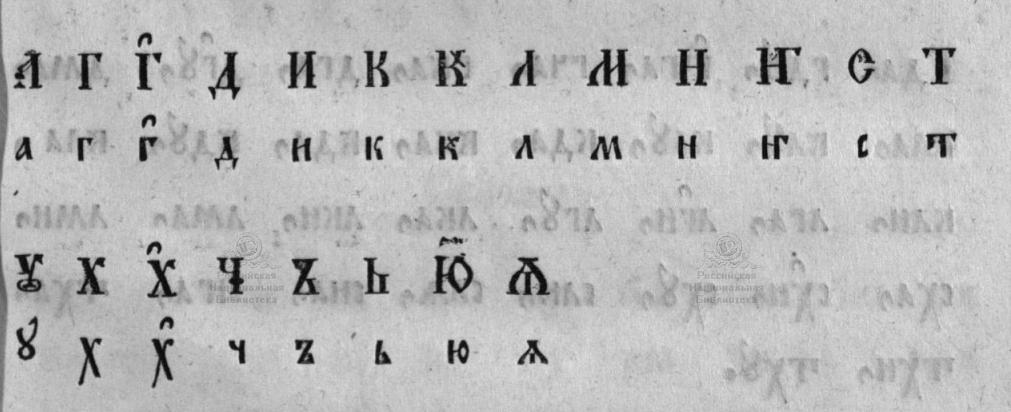
Алеутский алфавит из букваря 1846 г.

Возникновение алеутской письменности связано с присоединением Алеутских островов к Российской империи. Первой фиксацией алеутского языкового материала считается рукопись английского морского офицера Дж. Кинга, написанная в 1778 году. Первым печатным словарём, содержащим отдельные алеутские слова, является «Сравнительный словарь всех языков и наречий по азбучному порядку расположенный» П. С. Палласа, вышедший в Санкт-Петербурге в 1790—1791 годах. В нём приведены слова на диалекте острова Уналашка в кириллической записи с добавлением буквы Ӷ ӷ.
В начале XIX века православными миссионерами на алеутский язык был переведён ряд христианских молитв, но начало алеутской письменности и регулярного книгоиздания на алеутском языке связано с деятельностью Иннокентия (Вениаминова), который в 1824 году стал священником на острове Уаналашке. В 1826 году он с помощью местных жителей Ивана Панькова и Семёна Крюкова перевёл на алеутский язык «Начатки христианского учения». Этот труд был издан в 1834 году, но из-за ошибок тираж был отозван. В 1840 году вышло в свет исправленное издание. В этом издании использовалась кириллическая письменность (церковно-славянский шрифт). Алфавит, приведённый в этой книге, имеет следующий вид: А а, Г г, Д д, И и, К к, Ԟ ԟ, Л л, М м, Н н, Ҥ ҥ, С с, Т т, У у, Х х, Ч ч, Ъ ъ, Ь ь, Ю ю, Я я. Также в издании использовались надбуквенные диакритические знаки.
Следом за этим изданием последовали и другие — переводы христианских религиозных текстов и ряд букварей. В разных изданиях использовались разные версии алфавита. Так, в букваре 1893 года алфавит несколько отличается: А а, Г г, Г̑ г̑, Д д, И и, К к, Ԟ ԟ, Л л, М м, Н н, Ҥ ҥ, С с, Т т, У у, Х х, Х̑ х̑, Ч ч, Ъ ъ, Ь ь, Ю ю, Я я. (В «Алеутско-кадьякском букваре» (1848) приведён алфавит другого, отдалённо родственного, но иносистемного алютикского языка, относящегося к эскимосской группе юпик: А а, Г г, Ӷ ӷ, Д д, Ж ж, И и, К к, Ԟ ԟ, Л л, М м, Н н, Ҥ ҥ, П п, Т т, У у, Ў ў, Х х, Ч ч, Ш ш, Ъ ъ, Ы ы, Ь ь, Ю ю, Я я.)
Книгоиздание и обучение в школах на миссионерском алфавите продолжалось на Аляске до начала 1910-х годов, когда все школы Алеутских островов были переведены на английский язык обучения. Однако в рукописном варианте этот алфавит использовался для нужд православных алеутов как минимум до начала 1980-х.

## Латиница в США
В 1968 году в школах Аляски было вновь разрешено преподавание языков коренных народов. В связи с этим в 1972 году был разработан алеутский алфавит на основе латиницы (на базе диалекта острова Атка). С 1973 года на этом алфавите ведётся книгоиздание и обучение в школах. Этот алфавит представляет собой один из вариантов транслитерации алфавита Вениаминова.
Алфавит имеет следующий вид:
| A a | Aa aa | (B b) | Ch ch   | D d   | (F f) | G g   | X x   | Ĝ ĝ   |
| X̂ x̂ | H h   | I i   | Ii ii   | K k   | L l   | Hl hl | M m   | Hm hm |
| N n | Hn hn | Ng ng | Hng hng | (O o) | (P p) | Q q   | (R r) | S s   |
| T t | U u   | Uu uu | (V v)   | W w   | Hw hw | Y y   | Hy hy | Z z   |

- Примечание: буквы в скобках используются только в заимствованиях.

## Алеутская письменность в СССР и России
Небольшая группа алеутов проживает в России, на Командорских островах. Их общая численность невелика и на протяжении последних ста лет достаточно стабильна — 584 человека в 1897 году, 482 человека в 2010 году, в том числе около 250 человек на самих Командорских островах (село Никольское).
В начале 1930-х годов в СССР был разработан проект латинизированного алеутского алфавита с целью обучения алеутов Командорских островов на родном языке. Однако из-за малочисленности алеутов этот алфавит не был внедрён в жизнь и на практике не использовался: сохранился лишь рукописный букварь «Agadqix hanakux» (Восход солнца), составленный Е. П. Орловой. Ниже приведен алеутский алфавит, утверждённый на 1-й Всероссийской конференции по развитию языков и письменности народов Севера: a в c d ʒ e ә f g h i ь j k l ļ ł m n ŋ o p q r r s t u v w x ƶ.
В 1983 году в СССР была предпринята попытка создания алеутской письменности на основе кириллицы. Специалисты разработали алфавит и составили пособие для учителей, но оно так и осталось в рукописи. В 1994 году на этом алфавите был издан алеутско-русский и русско-алеутский словарь. С середины 1980-х годов предпринимались попытки преподавания алеутского языка в школе.
Алеутский кириллический алфавит:
| А а   | А̄ а̄   | (Б б) | (В в) | Г г   | Ӷ ӷ   | Гў гў | (Д д) | Д̆ д̆   | (Е е) | (Е̄ е̄) | (Ё ё) | (Ж ж) | З з   | И и   |
| Ӣ ӣ   | Й й   | ʼЙ ʼй | К к   | Ӄ ӄ   | Л л   | ʼЛ ʼл | М м   | ʼМ ʼм | Н н   | ʼН ʼн | Ӈ ӈ   | ʼӇ ʼӈ | (О о) | (О̄ о̄) |
| (П п) | (Р р) | С с   | Т т   | У у   | Ӯ ӯ   | (Ф ф) | Х х   | Ӽ ӽ   | (Ц ц) | Ч ч   | (Ш ш) | (Щ щ) | (Ъ ъ) | (Ы ы) |
| (Ы̄ ы̄) | (Ь ь) | (Э э) | (Э̄ э̄) | (Ю ю) | (Ю̄ ю̄) | (Я я) | (Я̄ я̄) | ʼ     | ʼЎ ʼў |       |       |       |       |       |

- Примечание: буквы в скобках используются только в заимствованиях.

## Таблица соответствия алфавитов
В таблице приведено соответствие современных алеутских кириллического и латинского алфавитов.
| Кириллица | Латиница |    | Кириллица | Латиница |     | Кириллица | Латиница |    | Кириллица | Латиница |  | Кириллица | Латиница |
| --------- | -------- | -- | --------- | -------- | --- | --------- | -------- | -- | --------- | -------- |  | --------- | -------- |
| а         | a        |    | ё         | -        |     | м         | m        |    | т         | t        |  | ы         | -        |
| ā         | aa       | ж  | -         | ʼм       | hm  | у         | u        | ы̄  | -         |          |  |           |          |
| б         | b        | з  | z         | н        | n   | ӯ         | uu       | ь  | -         |          |  |           |          |
| в         | v        | и  | i         | ʼн       | hn  | ф         | f        | э  | -         |          |  |           |          |
| г         | g        | ӣ  | ii        | ӈ        | ng  | х         | x        | э̄  | -         |          |  |           |          |
| ӷ         | ĝ        | й  | y         | ʼӈ       | hng | ӽ         | x̂        | ю  | -         |          |  |           |          |
| гў        | w        | ʼй | hy        | о        | o   | ц         | -        | ю̄  | -         |          |  |           |          |
| д         | -        | к  | k         | о̄        | oo  | ч         | ch       | я  | -         |          |  |           |          |
| д̌         | d        | ӄ  | q         | п        | p   | ш         | -        | я̄  | -         |          |  |           |          |
| е         | -        | л  | l         | р        | r   | щ         | -        | ʼ  | h         |          |  |           |          |
| ē         | -        | ʼл | hl        | с        | s   | ъ         | -        | ʼў | hw        |          |  |           |          |